# Perdita tessellata
Perdita tessellata är en biart som beskrevs av Timberlake 1964. Perdita tessellata ingår i släktet Perdita och familjen grävbin. Inga underarter finns listade i Catalogue of Life.